# Разрушители легенд. Дети
«Разрушители легенд. Дети» (англ. MythBusters Jr.) — американская научно-популярная телепередача выходящая на телеканале Science и являющаяся спин-оффом телепередачи «Разрушители легенд» (англ. MythBusters).
Разрушитель легенд Адам Сэвидж возвращается в роли ведущего и исполнительного продюсера передачи «Разрушители легенд. Дети». Цель шоу — дать шестерке самых талантливых детей в США возможность показать свои изобретательность и навыки в науке, технологии, инженерии, искусстве и математике. Они будут проверять мифы, похожие на те, что были показаны в «Разрушителях легенд», включающие в себя вождение, взрывы, химию, физику, популярную культуру и многое другое. Премьера передачи состоялась 2 января 2019 года на телеканале Science. Шоу состоит из 10 эпизодов.

## Состав: ведущие и их помощники
Ведущий:
- Адам Сэвидж

Юные разрушители легенд:
- Валери Кастильо — 15 лет. Опытная строитель и эксперт по робототехнике с опытом работы в CAD-графике и 3D-печати.
- Элайджа Хорланд — 12 лет. Создатель-самоучка и программист, который начал собирать компьютеры в 9 лет.
- Кеннан Хью-Яу — 12 лет. Подросток с опытом работы в области кодирования и физики движения. Мечтает стать космонавтом.
- Джесси Лоулесс — 15 лет. Автолюбитель, который в возрасте 12 лет сам создал мини-чоппер.
- Рэйчел Пиццолато — 14 лет. Девочка, которая с детства занимается перемоделированием домов.
- Элли Вебер — 13 лет. Изобретатель патента, признанный 3M одним из 10 лучших молодых ученых в США.

Строители:
- Тамара Робертсон — участник и финалистка шоу «Разрушители легенд: Кастинг» (англ. MythBusters: The Search).
- Джон Марку

## Эпизоды
| № | Название                                                                          | Дата премьеры  |
| --- | --------------------------------------------------------------------------------- | -------------- |
| 1 | «Липучий выпуск» «Duct Tape Special»                                              | 2 января 2019  |
| Проверенные мифы: Можно ли использовать скотч как материал для парашюта? Можно ли сделать шины из скотча? |                                                                                   |                |
| 2 | «Взрывной освежитель воздуха» «Dynamite Air Freshener»                            | 9 января 2019  |
| Проверенные мифы: Может ли взорваться автомобиль, наполненный освежителем воздуха? Сколько воды может стрясти мокрая собака? |                                                                                   |                |
| 3 | «Батареечная мусорострофа» «Battery Blast»                                        | 16 января 2019 |
| Проверенные мифы: Могут ли старые литевые батарейки вызвать опасную цепную реакцию? Действительно ли стрела летит прямо? |                                                                                   |                |
| 4 | «Разрушительное домино» «Demolition Dominoes»                                     | 23 января 2019 |
| Проверенные мифы: Возможно ли в дженге вытащить нижний блок не обрушив башню? Может ли с помощью эффекта домино раздавить машину? |                                                                                   |                |
| 5 | «Победители гравитации» «Gravity Busters»                                         | 23 января 2019 |
| Проверенные мифы: Действительно ли игрушка слинки, побеждает гравитацию и можно ли сделать то же самое с автомобилем? Возможно ли обычным карандашом начертить линию длиной в 35 миль (≈56,3 км) или написать 45 000 слов?                      |                                                                                   |                |
| 6 | «Бумажный ба-бах!» «Shredder Explosion» «Paper Shred Ka-Boom!»                    | 30 января 2019 |
| Проверенные мифы: Может ли баллончик со сжатым воздухом вызвать взрыв бумагорезки? Действительно ли нельзя сделать майонез во время грозы? |                                                                                   |                |
| 7 | «Кишечные газы. Специальный выпуск» «Flatus Special» «Countdown to Gas-tastrophe» | 30 января 2019 |
| Проверенные мифы: Можно ли использовать кишечные газы в качестве горючего? Могут ли кишечные газы возгореться от медицинского лазера? |                                                                                   |                |
| 8 | «Ползучий выпуск» «Bug Special»                                                   | 6 февраля 2019 |
| Проверенные мифы: Можно ли увеличенная в размерах липкая ловушка поймать человека? Действительно ли паутина прочнее стали? Какое бытовое средство может остановить муравьёв?                                                                    |                                                                                   |                |
| 9 | «Инопланетный выпуск» «Deep Space Hollywood»                                      | 6 февраля 2019 |
| Проверенные мифы: Может ли астронавт использовать огнетушитель как реактивный ранец? Слышен ли крик в космосе? |                                                                                   |                |
| 10 | «Взрывные Во все тяжкие» «Breaking Bad Blow-Up»                                   | 6 февраля 2019 |
| Проверенные мифы: Может ли гигантский магнит стереть жесткий диск и устроить хаос в хранилище улик? Можно ли спастись от преследователя, заблокировав дверь мебелью? Примечание: Гость эпизода - создатель сериала Во все тяжкие Винс Гиллиган. |                                                                                   |                |